# گذر موقت (فیلم ۱۳۹۴)
گذر موقت فیلمی با کارگردانی، نویسندگی و آهنگسازی افشین هاشمی و تهیه‌کنندگی مهدی رحمانی محصول سال ۱۳۹۴ است.

## بازیگران
- اسماعیل محرابی
- مسعود کرامتی
- پانته‌آ بهرام
- شقایق فراهانی
- شبنم فرشادجو
- پیام امیرعبدالهیان
- آوا درویشی
- مرتضی ضرابی
- شقایق دهقان
- هومن برق‌نورد
- لادن مستوفی